# 哈里森縣 (密蘇里州)
哈里森縣（英語：Harrison County）是位於美国密蘇里州北部的一個縣，北鄰艾奥瓦州，面積1,882平方公里。根據2020年美國人口普查共有人口8,157人。縣治貝瑟尼（Bethany）。該縣成立於1845年，縣名紀念代表密蘇里州的聯邦眾議員阿爾伯特·加利頓·哈里森。